# R. J. Rushdoony
Rousas John Rushdoony (25 de abril de 1916 – 8 de febrero de 2001) fue un filósofo, historiador y teólogo calvinista y se le atribuye ser el padre del reconstruccionismo cristiano y una inspiración para el movimiento cristiano moderno de educación en casa. Sus seguidores y críticos han argumentado que su pensamiento ejerce una influencia considerable en la derecha cristiana evangélica.

## Biografía
Rushdoony nació en la ciudad de Nueva York, hijo de inmigrantes armenios recién llegados. Antes de que sus padres huyeran del genocidio armenio de 1915, sus antepasados habían vivido en un área remota cerca del monte Ararat. Se dice que desde el año 320, cada generación de la familia Rushdoony ha producido un sacerdote o ministro cristiano. El propio Rushdoony afirmó que sus antepasados "darían perpetuamente a un miembro de su familia para que fuera sacerdote para realizar una especie de sacerdocio aarónico como en el Antiguo Testamento, un sacerdocio hereditario. Quien en la familia se sintiera llamado se convertiría en sacerdote. Y nuestra familia lo hizo. Así que, desde principios de los años 300 hasta ahora, siempre ha habido alguien en el ministerio en la familia".
A las pocas semanas de llegar a Estados Unidos, sus padres se mudaron a la pequeña comunidad agrícola de Kingsburg, California, en el condado de Fresno, donde se habían mudado otras familias armenias. Allí su padre, Yegheazar Khachig Rushdoony, fundó una iglesia, Armenian Martyrs Presbyterian. Rousas aprendió a leer inglés leyendo detenidamente la Biblia del rey Jacobo de la familia: "Cuando llegué a la adolescencia, había leído la Biblia de cabo a rabo, una y otra vez". La familia se mudó en 1925 por un corto tiempo a Detroit, donde su padre pastoreaba otra iglesia armenia. Regresaron a Kingsburg en 1931 y Rousas completó la escuela en California. Su padre fue pastor de la Iglesia Presbiteriana Armenia Bethel en San Francisco en 1942. Rousas tenía una hermana menor, Rose (llamada así por su madre) y un hermano, Haig. Su padre murió en Fresno en 1961.

### Educación
Rushdoony asistió a escuelas públicas donde aprendió inglés, aunque el armenio era el idioma que se hablaba en casa. Continuó su educación en la Universidad de California en Berkeley, donde obtuvo un B.A. en inglés en 1938, una credencial de maestro en 1939 y una maestría en educación en 1940. Rushdoony y Arda Gent se casaron en San Francisco la semana antes de la Navidad de 1943.
Rushdoony asistió a la Pacific School of Religion, un seminario congregacional y metodista en Berkeley, California, del cual se graduó en 1944. A través de cartas a lo largo de los años mantuvo su amistad con su mentor de la Pacific School of Religion, el profesor de teología George Huntston Williams, quien vio en él al "heredero de una gran herencia cristiana nacional" que "enunciaría de nuevo el Evangelio que parece olvidado por un tiempo". En 1944 fue ordenado por la Iglesia Presbiteriana de los Estados Unidos de América.
Más tarde se le concedió un doctorado honorario de Valley Christian University por su libro, The Philosophy of the Christian Curriculum. Gary North afirmó que Rushdoony leyó al menos un libro al día, seis días a la semana, durante cincuenta años de su vida, subrayando oraciones y haciendo un índice de sus ideas principales en la parte posterior.

### Ministerio
Rushdoony y su esposa Arda sirvieron durante ocho años y medio como misioneros de los indios shoshones y paiutes en la remota reserva india de Duck Valley en el norte de Nevada. Vivían en la ciudad principal de la reserva, Owyhee. Fue durante su misión con los nativos americanos que Rushdoony comenzó a escribir.
Arda enseñó en la escuela de la reserva y en la escuela dominical, dirigió una tropa de Girl Scouts, entrenó al equipo de baloncesto de niñas y visitó a las familias. En 1945 adoptaron a Ronald, un bebé huérfano de la reserva. Entre 1947 y 1952 en Owyhee, les nacieron cuatro hijas. A finales de 1952, Rushdoony tomó un pastorado de la Iglesia Presbiteriana Estadounidense en la Iglesia Presbiteriana Trinity en Santa Cruz, California y la familia abandonó Duck Valley en enero de 1953. Su hijo Mark nació el mes siguiente en Santa Cruz.
En Santa Cruz, Rushdoony se convirtió en lector de la revista cristiana libertaria Faith and Freedom, que defendía un "modelo económico anti-impuestos, no intervencionista y antiestatalista" en oposición al New Deal de Franklin D. Roosevelt. Los puntos de vista de Faith and Freedom sobre el gobierno se alinearon con los temores de Rushdoony al poder del gobierno centralizado, dados los recuerdos de la familia Rushdoony sobre el genocidio armenio. Rushdoony contribuyó con artículos a Faith and Freedom, incluido uno que describe sus observaciones de la reserva india de Duck Valley, argumentando que el apoyo del gobierno había reducido a los residentes a una "irresponsabilidad social y personal".
Los Rushdoonys se separaron en 1957 y luego se divorciaron. Aproximadamente en ese momento, Rushdoony transfirió su membresía de la Iglesia Presbiteriana Estadounidense a la denominación Presbiteriana Ortodoxa. El boletín de la Iglesia Presbiteriana Ortodoxa, The Presbyterian Guardian, informó en julio de 1958 que "el Rev. Rousas J. Rushdoony ... fue recibido y se organizó una nueva Iglesia Presbiteriana Ortodoxa, que consta de [sesenta y seis miembros fundadores] que se habían separado de la Iglesia Presbiteriana en los Estados Unidos en Santa Cruz". En su petición, el grupo pidió que Rushdoony fuera ordenado pastor y declaró: "No podemos permanecer en ninguna iglesia que busque definir la justicia o el pecado, la salvación o la santificación, excepto en términos de la Palabra de Dios. Hemos sido testigos, aquí en Santa Cruz, contra el modernismo, el perfeccionismo hecho por el hombre y la burocracia eclesiástica". El artículo del boletín continúa informando, "El presbiterio al recibir la iglesia también examinó al Sr. Thomas Kirkwood y al Sr. Kenneth Webb como posibles ancianos, y ellos con el Sr. Rushdoony se constituyeron en el consistorio de la iglesia", y anunció la publicación de By What Standard? de Rushdoony más tarde ese año.

### Vida posterior
La edición de mayo de 1962 de The Presbyterian Guardian informó sobre la renuncia de Rushdoony, señalada como "supuestamente para dedicar su tiempo a escribir y dar conferencias". Rushdoony también se casó con su segunda esposa, Dorothy Barbara Ross Kirkwood, en 1962. Murió en 2003.
Rushdoony se mudó a Los Ángeles en 1965 y fundó la Chalcedon Foundation; el mensual Chalcedon Report, que editó Rushdoony, comenzó a aparecer en octubre. Su hija Sharon se casó más tarde con Gary North, un historiador económico y escritor reconstruccionista cristiano. North y Rushdoony se convirtieron en colaboradores y su asociación duró hasta 1981 cuando se terminó debido a una disputa sobre el contenido de uno de los artículos de North. Después de la disputa, North y Chalcedon continuaron promoviendo de forma independiente las opiniones del otro, pero no llegaron a una "tregua" hasta 1995.
Bajo Rushdoony, la Chalcedon Foundation creció a doce miembros del personal con 25,000 a 40,000 personas en sus listas de correo durante la década de 1980. Chalcedon y el Reconstruccionismo obtuvieron el apoyo de los principales editores de libros cristianos y el respaldo de líderes evangélicos influyentes, incluidos Pat Robertson, Jerry Falwell y Frank Schaeffer (que luego repudió el movimiento).
RJ Rushdoony murió en 2001 con sus hijos a su lado. El hijo de Rushdoony, el reverendo Mark R Rushdoony, se convirtió y sigue siendo el presidente de la Chalcedon Foundation y editor del Chalcedon Report.
Rousas John Rushdoony (en armenio: Ռուսա Հովհաննես Ռշտունի) nació en la ciudad de Nueva York, hijo de los inmigrantes armenios otomanos recién llegados: Vartanoush (de soltera Gazarian) y Yegheazar Khachig Rushdoony.  Antes de que sus padres huyeran del genocidio armenio de 1915, sus antepasados habían vivido en una zona remota cerca del Monte Ararat en lo que hoy es Turquía .  Se dice que desde el año 320 d.C., cada generación de la familia Rushdoony había producido un sacerdote o ministro cristiano.  El propio Rushdoony afirmó que sus antepasados «ofrecían perpetuamente a un miembro de su familia como sacerdote para ejercer una especie de sacerdocio aarónico, como en el Antiguo Testamento, un sacerdocio hereditario. Quienquiera en la familia que se sintiera llamado se convertía en sacerdote. Y nuestra familia así lo hizo. Así, desde principios del siglo IV hasta la actualidad, siempre ha habido alguien en el ministerio en la familia». 
A las pocas semanas de llegar a Estados Unidos, sus padres se mudaron a la pequeña comunidad agrícola de Kingsburg, California, en el condado de Fresno, donde se habían reubicado varias otras familias armenias. Una vez ahí se convirtieron de la Iglesia Apostólica Armenia al presbiterianismo .  En Kingsburg, su padre Yegheazar fundó una iglesia, la Iglesia Presbiteriana de los Mártires Armenios. Rousas aprendió a leer inglés estudiando detenidamente la Biblia King James de la familia: "Cuando llegué a la adolescencia, había leído la Biblia de principio a fin, una y otra y otra vez."
La familia se mudó en 1925 por un corto tiempo a Detroit, Michigan, donde su padre era pastor de otra iglesia armenia. Regresaron a Kingsburg en 1931 y Rousas completó sus estudios en California.  Su padre fue pastor de la Iglesia Presbiteriana Armenia Bethel en San Francisco en 1942.  La familia de Rousas incluían una hermana menor, Rose (llamada así por su madre), y un hermano, Haig.

## Contribuciones teológicas y filosóficas
Michael J. McVicar resumió la teología y la filosofía de Rushdoony de la siguiente manera:

Como teólogo, Rushdoony veía a los seres humanos como criaturas principalmente religiosas unidas a Dios, no como pensadores racionales autónomos. Si bien esto puede parecer un punto teológico esotérico, no lo es. Toda la influencia de Rushdoony en la derecha cristiana se deriva de este hecho único y esencial. Muchos críticos del reconstruccionismo cristiano asumen que la contribución única de Rushdoony a la derecha cristiana fue su enfoque en la teocracia. De hecho, la principal innovación de Rushdoony fue su decidido esfuerzo por popularizar una visión medieval anterior a la Ilustración de un mundo centrado en Dios. Al restar importancia a la capacidad de la humanidad para razonar independientemente de Dios, Rushdoony atacó las suposiciones que la mayoría de nosotros aceptamos sin crítica.

Rushdoony desarrolló su filosofía como una extensión del trabajo del filósofo calvinista Cornelius Van Til. Van Til criticó el conocimiento humano a la luz de la doctrina calvinista de la depravación total. Argumentó que el pecado afectaba la capacidad de razonar de una persona. Para ser racional, afirmó Van Til, uno debe presuponer la existencia de Dios y la infalible inspiración divina de la Biblia (protestante). Rushdoony prestó atención a las implicaciones – donde Van Til sostuvo que el conocimiento verdadero provenía de Dios, Rushdoony afirmó que "todo conocimiento no cristiano es un sinsentido pecaminoso e inválido. El único conocimiento válido que poseen los no cristianos es 'robado' de fuentes 'cristianas-teístas'". En efecto, Rushdoony extendió el pensamiento de Van Til desde la filosofía a "toda la vida y el pensamiento".

### Primeros escritos
Rushdoony comenzó a promover las obras de los filósofos calvinistas Cornelius Van Til y Herman Dooyeweerd en un breve estudio del humanismo contemporáneo llamado By What Standard?. Argumentando a favor de un sistema de pensamiento calvinista, Rushdoony trató temas tan amplios como la epistemología y la metafísica cognitiva y tan estrechos como la psicología de la religión y la predestinación. Escribió un libro, The One And The Many: Studies in the Philosophy of Order and Ultimacy, usando la filosofía presuposicional de Van Til para criticar varios aspectos del humanismo secular. También escribió muchos ensayos y reseñas de libros, publicados en lugares como el Westminster Theological Journal.

### Educación en el hogar
El siguiente enfoque de Rushdoony fue la educación, especialmente en nombre de la educación en el hogar, que vio como una forma de combatir la naturaleza intencionalmente secular del sistema de escuelas públicas de EE. UU. A principios de la década de 1960, participó activamente en el movimiento de educación en el hogar, apareciendo como perito judicial para defender los derechos de los educadores en el hogar. Atacó vigorosamente a los reformadores escolares progresistas como Horace Mann y John Dewey y defendió el desmantelamiento de la influencia del estado en la educación en tres obras: Esquizofrenia intelectual (un estudio general y conciso de la educación), El carácter mesiánico de la educación estadounidense (una historia y castigo de la educación pública en los EE. UU.) y La filosofía del currículo cristiano (una declaración pedagógica orientada a los padres).

### Historia
Rushdoony luego se dedicó a la historia: del mundo, de los Estados Unidos y de la iglesia. Sostuvo que el cristianismo calvinista proporcionó las raíces intelectuales de la revolución estadounidense y, por lo tanto, siempre había tenido un impacto influyente en la historia de Estados Unidos. La revolución estadounidense, según Rushdoony, fue una "contrarrevolución conservadora" para preservar las libertades estadounidenses de la usurpación británica y no le debía nada a la Ilustración. Además, argumentó que la Constitución de los Estados Unidos era un documento secular solo en apariencia y no necesitaba establecer el cristianismo como una religión oficial, ya que los estados ya eran establecimientos cristianos. Basándose en el trabajo del teólogo Robert Lewis Dabney, Rushdoony argumentó que la guerra civil estadounidense "destruyó la temprana República Estadounidense, que él imaginó como un sistema feudal protestante descentralizado y una nación cristiana ortodoxa". Rushdoony vio la victoria del Norte como una "derrota para la ortodoxia cristiana". Algunos historiadores han argumentado que este aspecto del pensamiento de Rushdoony influyó en algunos activistas del movimiento neoconfederado y conservadores del sur como J. Steven Wilkins. Él ampliaría este estudio en sus trabajos sobre ideología e historiografía estadounidenses, This Independent Republic: Studies in the Nature and Meaning of American History y The Nature of the American System.
Sobre la cuestión del lugar de Israel en la historia, creía que el profeta Daniel "deja en claro que Dios pasó por alto a su pueblo elegido a favor de cuatro grandes monarquías ... y luego convocó a una Quinta Monarquía que de ninguna manera se identifica con Israel".

### Reconstrucción Cristiana
Sin embargo, el área de escritura más importante de Rushdoony fue el derecho y la política, como se expresa en su pequeño libro de ensayos populares Law & Liberty y se analiza con mucho más detalle en su obra magna de tres volúmenes y 1,894 páginas, The Institutes of Biblical Law. Con un título inspirado en Institución de la religión cristiana de Calvino, Institutes de Rushdoony fue posiblemente su obra más influyente. En el libro, propuso que la ley del Antiguo Testamento debería aplicarse a la sociedad moderna y que debería haber una teonomía cristiana, un concepto desarrollado en el controvertido libro de su colega Greg Bahnsen Theonomy in Christian Ethics, que Rushdoony apoyó de todo corazón. En Institutes, Rushdoony apoyó el restablecimiento de las sanciones penales de la ley mosaica. Bajo tal sistema, la lista de delitos civiles que conllevan una sentencia de muerte incluiría homosexualidad, adulterio, incesto, mentir sobre la propia virginidad, bestialidad, brujería, idolatría o apostasía, blasfemia pública, profecía falsa, secuestro, violación y testimonio falso en un caso capital. Aunque apoyaba la separación de la iglesia y el estado a nivel nacional, Rushdoony también creía que ambas instituciones estaban bajo el gobierno de Dios, y por lo tanto concibió el secularismo como planteando interminables dicotomías falsas, que su obra masiva aborda con considerable detalle. En resumen, buscó proyectar una visión para la reconstrucción de la sociedad basada en principios cristianos. El libro fue crítico con la democracia. Escribió que "la herejía de la democracia ha causado estragos desde entonces en la iglesia y el estado ... El cristianismo y la democracia son enemigos inevitables" porque la democracia afirma la voluntad del hombre sobre la voluntad de Dios.
Rushdoony creía que una república es una mejor forma de gobierno civil que una democracia. Según Rushdoony, una república evitaba el gobierno de la mafia y el gobierno del "51%" de la sociedad; en otras palabras, "el poder no hace lo correcto" en una república. Rushdoony escribió que la separación de poderes de Estados Unidos entre 3 ramas del gobierno es un método de gobierno civil mucho más neutral y mejor que una democracia directa, afirmando que "[l]a Constitución [estadounidense] fue diseñada para perpetuar un orden cristiano". Rushdoony sostiene que el propósito de la Constitución era proteger la religión del gobierno federal y preservar los "derechos de los estados".
El trabajo de Rushdoony ha sido utilizado por los defensores de la Teología del Dominio que intentan implementar un gobierno cristiano sujeto a la ley bíblica en los Estados Unidos. La autoridad, los límites del comportamiento, la economía, la penología y similares se regirían por principios bíblicos en la visión de Rushdoony, pero también propuso un amplio sistema de libertad, especialmente en la esfera económica, y reclamó a Ludwig von Mises como mentor intelectual; se llamó a sí mismo un cristiano libertario.
Rushdoony fue el fundador en 1965 de la Chalcedon Foundation y el editor de su revista mensual, Chalcedon Report. También publicó el Journal of Christian Reconstruction y fue uno de los primeros miembros de la junta del Instituto Rutherford, fundado en 1982 por John W. Whitehead.
En 1972, Cornelius Van Til "negó afiliación" con Rushdoony y el movimiento Reconstruccionista Cristiano, escribiendo "...francamente estoy un poco preocupado por las opiniones políticas del Sr. Rushdoony y el Sr. North y particularmente si estoy correctamente informado sobre algunos de las opiniones que tiene Gary North con respecto a la aplicación de los principios del Antiguo Testamento hasta nuestros días. Mi único punto es que espero y tengo expectativa que no afirmen que tales opiniones son inherentes a los principios que sostengo".

## Críticas
Rushdoony fue, y sigue siendo, una figura controvertida, al igual que el movimiento Reconstruccionista Cristiano en el que estuvo involucrado. Señalando el apoyo de Rushdoony a la pena de muerte, el Centro Británico para la Educación Científica condenó su aversión percibida por la democracia y la tolerancia. Además, Rushdoony ha sido acusado de negación del Holocausto y racismo. Según Frank Schaeffer, Rushdoony creía que el matrimonio interracial, al que se refirió como "yugo desigual", debería ser ilegal. También se opuso a la "integración forzada", se refirió a la esclavitud del sur como "benevolente" y dijo que "algunas personas son esclavas por naturaleza". Kerwin Lee Klein, sin embargo, sostiene que Rushdoony no era un "racialista biológico" y que para él "el racismo fundado en la biología moderna simplemente representaba otro renacimiento pagano".
En The Institutes of Biblical Law, utiliza la obra de 1967 Judaism and the Vatican de Léon de Poncins como fuente para la cifra de Paul Rassinier de 1,2 millones de muertes judías durante el Holocausto, y la afirmación de que Raul Hilberg calculó el número en 896,292, y más allá afirma que muchos de ellos murieron de epidemias. Llamó a la acusación de 6 millones de muertes de judíos "falso testimonio" contra Alemania. En 2000, Rushdoony declaró con respecto a este pasaje en sus Institutes: "No era mi propósito entrar en un debate sobre números, si millones fueron asesinados, o decenas de millones, un área que debe dejarse en manos de otros con experiencia en tales asuntos. Mi punto entonces y ahora es que en todos estos asuntos lo que el Noveno Mandamiento requiere es la verdad, no la exageración, independientemente de la causa a la que uno busque servir". Carl R. Trueman, Profesor de Teología Histórica e Historia de la Iglesia en Westminster Theological Seminary escribió en 2009 sobre el pasaje y la negación del Holocausto de Rushdoony:

Sus fuentes son atroces, de segunda mano y no verificadas; que ocupó este cargo dice mucho sobre su espantosa incompetencia como historiador, y uno solo puede especular sobre por qué ocupó el cargo desde una perspectiva moral... Se ocupa del asunto bajo el tema del noveno mandamiento e, irónicamente, él mismo lo viola en su presentación del asunto.

Murray Rothbard, una figura prominente en el movimiento libertario estadounidense, cuestionó la afirmación de Rushdoony de ser un libertario en una crítica mordaz del libro Intellectual Schizofrenia de Rushdoony.

## Obras seleccionadas
- —. The Institutes of Biblical Law.
- — (1959). By What Standard?: An Analysis of the Philosophy of Cornelius Van Til. Presbyterian and Reformed Pub. Co.
- —; Opitz, Edmund A. (1961). Intellectual Schizophrenia: Culture, Crisis, and Education. Philadelphia: Presbyterian and Reformed Pub. Co.
- — (1963). The Messianic Character of American Education. Nutley, NJ: Craig Press. Archivado desde el original el 8 de enero de 2017. Consultado el 3 de diciembre de 2020.
- — (1964). This Independent Republic: Studies in the Nature and Meaning of American History. Nutley, NJ: Craig Press.
- — (1965). The Nature of the American System. Nutley, NJ: Craig Press.
- — (1967). The Mythology of Science. Nutley, NJ: Craig Press.
- — (1968). The Foundations of Social Order: Studies in the Creeds and Councils of the Early Church. Nutley, NJ: Presbyterian and Reformed Pub. Co.
- — (1969). The Biblical Philosophy of History. Nutley, NJ: Presbyterian and Reformed Pub. Co.
- — (1970). Thy Kingdom Come. Fairfax, VA: Thoburn Press.
- — (1970). Politics of Guilt & Pity. Nutley, NJ: Craig Press.
- — (1971). The One And The Many: Studies in The Philosophy of Order and Ultimacy. Nutley, NJ: Craig Press.
- — (1975). The Word of Flux. Fairfax, VA: Thoburn Press. Archivado desde el original el 21 de diciembre de 2016. Consultado el 3 de diciembre de 2020.
- — (1977). God's Plan for Victory. Fairfax, VA: Thoburn Press.
- — (1981). The Philosophy of the Christian Curriculum (reprint edición). Ross House Books. ISBN 9789991974613.
- — (1984). Law & Liberty. Vallecito, California: Ross House Books.
- — (1986). Christianity and the State. Vallecito, California: Ross House Books.
- — (1991). The Roots of Reconstruction. Vallecito, California: Ross House Books.

## Otras lecturas
- Frame, John M. «The Institutes of Biblical Law: A Review Article». The Works of John Frame and Vern Poythress. Consultado el 10 de mayo de 2014. Originalmente presentado como Frame, John M. (1976). «The Institutes of Biblical Law: A Review Article». Westminster Theological Journal 38 (2): 195-217.
- Frame, John M. «Foreword to Andrew Sandlin, ed., A Comprehensive Faith: A Festschrift for R. J. Rushdoony». The Works of John Frame and Vern Poythress. Consultado el 10 de mayo de 2014.
- McVicar, Michael J. (2015). Christian Reconstruction: R. J. Rushdoony and American Religious Conservatism. Chapel Hill: University of North Carolina Press. ISBN 978-1469622743.
- Neuhaus, Richard J. «Why Wait for the Kingdom? The Theonomist Temptation by Richard John Neuhaus». First Things. Consultado el 10 de mayo de 2014.
- Sandlin, P. Andrew (12 de febrero de 2000). «R. J. Rushdoony: Champion of Faith and Liberty».
- Stammer, Larry B. (3 de marzo de 2001). «The Rev. Rousas John Rushdoony; Advocated Rule by Biblical Law». Los Angeles Times. ISSN 0458-3035. Consultado el 10 de mayo de 2014.